# Стажила, Дмитрий Игоревич
Дми́трий И́горевич Стажи́ла (рум. Dmitri Stajila; 2 августа 1991, Тирасполь, СССР) — молдавский футболист, вратарь клуба «Лори».

## Клубная карьера
Дмитрий Стажила является воспитанником футбольной школы тираспольского «Шерифа». С 2007 года по 2008 год выступал за «Шериф-2» Дивизионе «A». 28 февраля 2009 года дебютировал за основной состав «Шерифа» в чемпионате Молдавии в домашнем матче против «Искры-Сталь» (2:0), Стажила отыграл весь матч. В январе 2009 года вместе с «Шерифом» стал обладателем Кубка чемпионов Содружества. В сезонах 2008/09 и 2009/10 Стажила вместе с «Шерифом» стал чемпионом и обладателем Кубка Молдавии.
4 ноября 2010 года Дмитрий дебютировал в еврокубках в групповом матче Лиги Европы против белорусского БАТЭ (3:1), Стажила вышел на 58 минуте вместо травмированного Владислава Стоянова. На 70 минуте он пропустил мяч от Александра Павлова, а на 75 минуте от Ренана Брессана. Следующий матч в Лиге Европы он провёл против нидерландского АЗ (1:1). 15 декабря 2010 года в матче против киевского «Динамо» (0:0), Стажила показал уверенную игру, которая позволила не проиграть своему клубу. «Шериф» по итогам группового этапа занял последнее 4-е место в своей группе.
По итогам сезона 2013/14 стал в четвёртый раз чемпионом Молдавии, а в августе был отдан до конца 2014 года в аренду тираспольскому клубу «Динамо-Авто». За новый клуб Дмитрий дебютировал 29 августа, в шестом туре национального чемпионата Молдовы против «Милсами», тираспольчане проиграли со счётом 0:6. В феврале 2015 года Стажила был отдан на полгода в аренду албанскому клубу «Кукеси». В августе вернулся в состав тираспольского клуба, а в январе 2016 года закончился контракт, который не был продлён.
В феврале 2016 года подписал контракт с футбольным клубом «Кубань», который рассчитан на три года. Однако 31 декабря этого же года покинул команду.
Летом 2017 года перешёл в футбольный клуб «Машук-КМВ».
В июле 2018 года подписал контракт с армянским клубом «Лори».

## Карьера в сборной
Провёл 2 матча за юношескую сборную Молдавии до 17 лет в турнирах УЕФА. Выступал за юношескую сборную до 19 лет. Также вызывался молодёжную сборную Молдавии до 21 года.

## Достижения
- Чемпион Молдавии (4): 2008/09, 2009/10, 2012/13, 2013/14
- Обладатель Кубка Молдавии (2): 2008/09, 2009/10
- Обладатель Суперкубка Молдавии (1): 2013

## Статистика
| Клуб             | Сезон            | Чемпионат | Чемпионат | Кубок | Кубок | Суперкубок | Суперкубок | Еврокубки | Еврокубки | Товарищеские | Товарищеские | Итого | Итого |
| Клуб             | Сезон            | Игры      | Голы      | Игры  | Голы  | Игры       | Голы       | Игры      | Голы      | Игры         | Голы         | Игры  | Голы  |
| ---------------- | ---------------- | --------- | --------- | ----- | ----- | ---------- | ---------- | --------- | --------- | ------------ | ------------ | ----- | ----- |
| Шериф            | 2010/11          | 22        | 0         | 2     | 0     | —          | —          | 3         | 0         | —            | —            | 27    | 0     |
| Шериф            | 2011/12          | 1         | 0         | —     | —     | —          | —          | —         | —         | —            | —            | 1     | 0     |
| Шериф            | 2012/13          | 11        | 0         | 2     | 0     | —          | —          | —         | —         | 1            | 0            | 14    | 0     |
| Шериф            | 2013/14          | 23        | 0         | 1     | 0     | 1          | 0          | 3         | 0         | 3            | 0            | 31    | 0     |
| Динамо-Авто      | 2014/15          | 1         | 0         | —     | —     | —          | —          | —         | —         | —            | —            | 1     | 0     |
| Кукеси           | 2014/15          | 4         | 0         | 1     | 0     |            |            | 5         | 0         |              |              | 10    | 0     |
| Всего за карьеру | Всего за карьеру | 62        | 0         | 6     | 0     | 1          | 0          | 11        | 0         | 4            | 0            | 84    | 0     |